# 자원
자원(資源)이란 어떤 목적을 위해 자연계(自然界)에서 얻고 생산되는 물질을 의미한다.
자원의 내용은 시대·장소에 따라서 달라진다. 예를 들어, 우라늄광이 자원으로서의 가치를 인정받은 것은 그리 오래전의 일이 아니다. 과거에는 자연계에 존재했던 한 개의 돌멩이에 불과했으며, 인류가 우라늄을 자원으로 획득하는 일은 생각하지도 못하였다. 자원은 인간이 생산활동을 하기 위하여 필요로 하는 물적 원천, 예를 들면 제철공업의 원료가 되는 철광석이나 석탄 및 석회석(石灰石), 또는 제철을 할 때 있어야 할 에너지원인 전력을 생산하는 수력(水力) 등을 의미한다. 하지만 최근에는 경제조직 등 무형의 대상을 자원에 포함시키기도 한다. 이렇게 보면 자원의 종류는 무한하게 많다.
따라서 자원을 여러 가지 기준으로 나눌 수 있다. 예를 들어서 자원은, 분류방법에 따라서 천연·인공 자원, 지상·지하자원 및 생물·광물 자원 등과 같이 여러 가지로 나뉜다. 그리고 사람이나 토지 자체를 인적 자원·토지 자원이라고 부르기도 하며, 화학 공업의 발전에 따라서 공기·물 자체도 자원으로서의 역할이 높아지고 있다. 미국의 ‘국가자원위원회’에서는 이상과 같은 자원 외에도 그 범위를 넓혀서 공장·농장 등의 생산시설, 사회제도와 조직, 국민의 의지·건강·관습·종교까지도 자원의 일부로 간주하고 있다.
자원은 유형적 실재로서, 물질 자체가 아니라 물체와 인간의 요구 및 문화의 상호 연계성에서 나타나는 것이다. 이것은 자원을 이해하는 데 있어 토지, 물, 삼림, 임야, 광물 등 물질 자체를 생각해 온 낡은 자원론과는 전혀 성질이 다른 것이다.

## 특징
첫째로 자원은 인류의 기술적 수준과 밀접히 연관되어 있다. 예를 들어, 브라질 원산의 천연 고무나무에서 고무액을 채집할 수 있다는 것은 알려져 있었어도 황화법(黃化法)이 발견되기까지 그것은 인간의 요구를 충족시킬 수 없었으며, 고무화 기술 개발 이후에 자동차와 항공기의 급속한 발전으로 재배고무의 가치와 수요가 상승하면서 공급 확대를 위해서 플랜테이션(plantation)이 광범위하게 늘어났다. 그러나 다시 합성고무의 등장으로 자원으로서의 상대적 지위가 저하하게 된 사실을 생각하면 자원의 가치와 인류 기술과의 관계를 이해할 수 있다. 우라늄이나 석유와 같이 한때는 자원이 아니었던 것이 사회 환경이나 기술 발전에 따라 중요한 자원이 되는 것처럼 자원은 인간의 요구와 기술의 함수(函數)로써 표현된다.
둘째로 자원은 사회적, 국가적 의미를 지녀야 한다.
자원을 개발하고 이용하는 것은 반드시 일정한 사회조직 안에서 활동하는 인간이다. 따라서 자원의 개발과 이용에는 사회 또는 국가의 성격이 반영된다. 방대한 수력에너지의 가능성을 가지고 있는 아마존강이나 콩고강의 수계(水系)도 현지의 원주민사회에서는 생활의 필수조건으로서 물자원을 의미하지는 않는다. 그러나 미국의 콜로라도 수계에서는 그 수력에너지가 멀리까지 운반되어 자원으로서 활용되고 있다. 이처럼 자원문제를 이해하는 데 있어서는 자원을 지니는 사회의 경제단계나 조직이 문제가 되며 지역(국가)그 자체도 문제가 된다.
셋째로 자원의 분포는 불균형적이며 편재적이다.
자원이 현대사회에서 문제가 되는 것은 지역(국가)간에 분포의 불균형과 편재가 있기 때문이다. 국제경제의 성립은 그 분포의 형태를 수정하는 과정이며 자원은 최종적으로 문명이 가장 고도로 발달한 부유한 지역(국가)에 집중되게 마련이다. 그러나 자원의 질량 및 종별적인 분포는 고정적이 아니며 장차 반드시 수정될 성질의 것이다. 또 자본주의 경제하의 막대한 소비에서 개개의 자원은 고갈된다. 이러한 점에서도 자원의 개발은 합리적이어야 하며 그 이용은 효과적이어야 한다.
넷째로 자원은 바뀌며 그 내용은 변천한다.
오늘의 자원이 내일의 자원일 수 있을까 하는 의문이 그래서 제기될 수 있다. 오늘의 석유·철·구리 같은 개개의 자원은 매장량에 한계가 있어 막대한 소비가 계속되는 한 언젠가는 고갈될 수밖에 없다. 그때에 가서 인간은 같은 용도를 가진 다른 자원소재를 발견하지 않으면 안 된다. 그래서 자원의 교대현상이 일어난다. 그리고 일반적으로 고갈점에 달할 때까지 신구의 자원 사이에는 치열한 경합이 벌어진다. 그 결과 자원이용은 질·양의 양면에서 역사적으로 또 지역적으로 심한 변천을 거친다.
다섯째로 자원의 개발에는 부동성과 불안정성이 따르는 수가 있다.
동식물이나 광물자원의 개발은 일종의 파괴활동이라고도 할 수 있다. 금·은·동 등 광물자원의 개발에 따라 영고성쇠의 과정을 밟은 많은 광산도시를 생각하면 이 점은 쉽게 이해할 수 있다. 어떻든 자원을 이해하는 데 있어 중심과제가 되는 것은 자원이 각 시대에 있어 누리는 유효성, 즉 가치와 그 소재 장소라는 것을 기억해 둘 필요가 있다.

## 분포
자원의 분포를 지역의 문제로서 취급할 때 ‘있는 나라’와 ‘없는 나라’의 차이가 표면화한다. 확실히 자연의 제공물은 지역에 따라, 나라에 따라 그 구성과 풍요도가 다르다. 그러나 여기서 문제가 되는 것은 무엇이 부족하며 어떤 것이 남아도는가, 또 그 상호관계는 어떻게 되어 있는가 하는 문제가 더 중요하다. 즉 자원분포의 문제에 있어서는 자원의 매장량 자체도 중요한 요인이 되지만 그것을 살리는 기술이나 사회조직도 매장량 못지않게 중요한 것이다.

## 이용
자원은 과학의 발전과 수요의 증대로 그 종류가 다양해질 것이다. 오늘날 이용되지 않는 소재도 자원화할 가능성은 있다.인간은 자원을 개발하고 이용하는 일에 꾸준히 힘을 기울여 그것을 산업의 기초로 삼았다. 새로운 문화가 개화하면 새로운 자원이용의 방법이 안출되어 자연은 광범위하게 자원화되어 왔다. 그러나 앞에서도 말한 바와 같이 자원의 분포는 지역적으로 고르지 않으며 또 산업이나 인구의 편재로 인해 충분히 이용되지 못하는 경우도 있었다. 그 반면 자원의 편향적 개발이 자연을 파괴하여 재해를 초래하는 일도 있었다. 그래서 자원을 개발하는 데 있어서는 기술과 경제상의 문제 이외에 그 자체의 파급영향을 고려에 넣는 합리적인 계획의 입안과 실천이 필요해진다. 그래서 오늘날 자원의 효과적 이용을 위해 넓은 시야에 서서 산업입지(産業立地)의 적정화를 기하고 관련이 있는 각종 자원과 지역을 동시에 개발하는 합리적인 산업계획이 여러 곳에서 입안, 실시되고 있다.

### 개발
자원은 그것을 이용하는 인간이 사는 것에 가깝게 많이 분포하여 있는 것은 아니다. 그러나 일반적으로 인간이 일정한 곳에 거주하게 되면 우선 가까운 곳에 있는 재료를 이용하여 집을 짓고 밭을 간 것처럼 개발의 경로도 ‘가까운 것에서부터 먼 곳으로’ 미치고 있다. 이 사실은 미국에 있어서의 탄전이나 유전의 개발, 소련에 있어서의 토지개발의 예를 보아도 확실하다. 물론 여기에서 ‘가깝다’는 것은 시장에의 근접성, 다시 말해서 자원의 매장(분포)지와 소비시장의 시간거리로써 표현된다.개발수단의 기계화와 교통수단의 발전으로 기왕에 방치되어 있던 지역의 자원도 다음 단계에 가서 개발될 수 있다. 이런 의미에서도 자원은 가까운 곳에서부터 고갈한다고 말할 수 있다.또한 새 자원지역의 개발에는 반드시 격렬한 저항이 따르는 법이다. 제국주의적인 식민지 획득전쟁에 있어서의 열강의 대립, 식민지주민의 민족독립운동 같은 대규모의 사회적 저항이 따르게 마련이다. 그러므로 자원의 개발에는 기술적 곤란을 극복하는 문제 외에 사회적 저항을 극복하는 문제가 따른다.
자원개발에 따르는 문제
문명이 발달함으로써 한 쪽에서는 농경지 개간을 위해 삼림이 불태워지고 또 한 쪽에서는 목재 이용의 다양화와 수요의 증가로 벌채 활동에 활발해져서 남벌(濫伐)현상이 일어났다. 그 결과 삼림자원이 현격히 감소되어 현재는 육지면적의 15 ~ 20%를 차지하는 데 불과하다. 임업의 근대화 내지는 대기업화에 반비례해서 삼림면적은 극도로 감소되어 자연의 균형마저 깨어지고 있다. 이러한 현상은 임업에만 한정되는 것이 아니다. 어업의 경우 어선의 동력화, 대형화, 고성능화 및 경영의 합리화로 자칫하면 수산자원의 번식과 어획고의 균형이 깨어지며 남획현상은 번번이 국제문제가 되었다. 그래서 자원보존의 문제가 제기되는 것이지만 아직 개발의 문제 만큼은 진전되어 있지 않다.
자원의 개발과 경합
자원은 그 질적 내용에 따라 식물, 동물, 광물로 대별되고, 소재에 따라 지상자원, 지하자원, 수산자원으로 구분되며, 또 나아가서는 원형대로 존재하는 천연자원과 그것을 가공한 배양자원, 그리고 이용방법에 따라서 건설용과 화학용으로 분류되는 에너지자원 등이 있다. 이러한 여러 자원은 상호관련을 맺으면서 치열한 경합을 거듭하고 있다. 예컨대 에너지자원의 경우 인력 → 가축력 → 풍력 → 수력 → 기계력으로 이어지는 혁명은 산업혁명 이래 인간의 생산활동에 크나큰 변혁을 초래했다. 에너지자원간의 경합은 특히 변혁기에는 치열한 것이다. 우리들의 생활 무대에도 그와 같은 현상이 존재한다.

## 보존
인류의 자원에 대한 욕구가 인구의 증가와 문화의 진전에 따라 무한하게 커짐으로써 자연계에서 얻으려는 물자의 양도 무한하게 커졌다. 그러나 천연자원의 부존은 한정되어 있을 뿐 아니라 지구상에 고루 분포되어 있지 않고, 지역에 따라 그 양에 많은 차를 나타내고 있다. 특히 석유·우라늄 등과 같이 극단적으로 특정 지역에 매장되어 있는 자원이면서도 근대 공업이나 인간생활에 절실히 요구되는 것에 대해서는 이를 구득하려는 욕망을 크게 자극하게 되고, 나아가서는 이 자원을 둘러싸고 국경 문제, 영토 문제를 일으키고, 이른바 자원전쟁을 일으킨다. 에스파냐가 지국령 사하라 지역을 포기하게 된 동기도 풍부한 인광석(燐鑛石)에 관심을 갖기 시작한 열강의 압력이 작용했기 때문이다. 또 구에스파냐령 사하라를 둘러싸고 인접한 모로코·알제리·모리타니 등이 서로 병합하려고 지금까지 분쟁을 계속하고 있는 일이나, 또는 해저에 유전이 있을 가망성이 크므로 대한민국과 일본의 해저 공동개발 계획에 중국이 간섭하는 것도 이의 보기가 된다.
식물자원과 동물자원은 그 자체가 번식력을 갖는 점에서 본질적으로는 재생할 수 있는 자원이라고 할 수 있다. 실제에 있어서 대한민국의 산림자원은 한동안 축적량이 크게 감소되었다가 근년에는 그 축적량이 증대되어 가는 과정에 있다. 입산금지와 남벌(濫伐)·도벌(盜伐)을 막는 일을 철저히 하고, 자연보호에 힘쓴 결과라고 할 수 있다. 그러나 세계의 삼림자원은 고갈 상태에 다다르고 있는 실정이다. 문명이 발달하고 인구가 증가됨에 따라 주택·공장·도로 등에 빼앗기는 토지 때문에 삼림면적이 감소되는 것이며, 또 토양의 황폐로 인한 삼림의 파괴가 원인이 되는 것이다. 그러나 한편으로는 벌채에 의한 삼림자원의 감소를 억제하기 위하여 각 지역에 인공림의 조성이 활발해졌다. 이러한 인공림의 조성에 따라 식물자원은 재생할 수 있는 자원이라는 것이 실증되었다. 그러나 삼림의 재생은 일정한 시간적 경과를 필요로 하는 것이므로 벌채와 재생과의 사이에는 시간적·양적인 밸런스가 있어야 한다. 결국 과벌(過伐)함으로써 삼림자원이 고갈된다는 것을 알 수 있다.
동물자원도 남획 등으로 감소하는 경우가 많다. 대어장(大漁場)이 남획으로 괴멸 직전에 이른 것도 있고, 어느 종류의 유용동물은 멸종한 것도 있다. 대한민국 동해안의 정어리는 자연적인 원인인지 아니면 인위적인 원인인지 대한민국 근해에 나타나지 않는다. 베링해나 남빙양(南氷洋) 등에서는 연어·송어·고래 등과 같이 국제협정을 맺어 포획을 제한함으로써 이들 수산동물의 보전이 가능하다는 것을 실증하였다. 또한 목축업의 발달과 사육 방법의 개량·시설의 확장 등으로 동물자원을 증가시킬 수 있게 되었다. 토지자원은 그 자체는 감모를 회복시키는 힘이 없으나 인력으로 토지자원을 재생시킬 수 있는 자원으로 간주하게 되었다. 농산물을 계속 재배함으로써 감모된 지력(地力)을 회복시키게 되었다. 또 윤작(輪作)이나 이농(移農) 등으로 지력의 회복을 도모하고, 적극적인 방법으로는 관개(灌漑)·수리(水利)시설의 발달과 화학비료의 증산 등으로 지력은 재생산자원으로 간주되었다.
수자원(水資源)은 대기(大氣)를 통하여 순환하는 동안에 거의 무진장한 자원으로 간주되었다. 오늘날처럼 자원을 국가가 통제하고 있는 상황에서는 더욱 국가간의 자원에 대한 자극이 커지고 전쟁의 우려는 한층 증대되어가는 과정에 있다. 세계의 원유 매장량이 점점 적어지고 있다. 관광자원도 각종 산업에 의해 아름다운 풍경이 파괴되고, 삼림이 남벌되고, 수질 등이 오염되어 가고 있다. 그러나 근래 세계 각국이 관광자원의 보전과 개발에 주력함으로써 새로운 관광지가 개발되어 가고 있다.

## 같이 보기
- 대한민국의 자원